# Terraform (album de Shellac)
Pour les articles homonymes, voir Terraform.
Albums de Shellac
The Futurist
(1997) 1000 Hurts
(2000)
Terraform est le second album du groupe Shellac, sorti en 1998 sur le label Touch and Go Records.
L'album sortit près de quatre ans après le précédent, At Action Park ; il fut pourtant enregistré bien avant mais des problèmes concernant les droits sur l'artwork du disque retardèrent son pressage et sa mise en vente.

## Liste des titres
1. Didn't We Deserve A Look At You The Way You Really Are
2. This Is A Picture
3. Disgrace
4. Mouthpiece
5. Canada
6. Rush Job
7. House Full Of Garbage
8. Copper

## Crédits
- Steve Albini - guitare/chant
- Todd Trainer - batterie
- Bob Weston - basse/chant